# Stary Brus (gemeente)
De gemeente Stary Brus is een landgemeente in het Poolse woiwodschap Lublin, in powiat Włodawski.
De zetel van de gemeente is in Stary Brus.
Op 30 juni 2004 telde de gemeente 2244 inwoners.

## Oppervlakte gegevens
In 2002 bedroeg de totale oppervlakte van gemeente Stary Brus 133,4 km², waarvan:
- agrarisch gebied: 50%
- bossen: 40%

De gemeente beslaat 10,62% van de totale oppervlakte van de powiat.

## Demografie
Stand op 30 juni 2004:
| Omschrijving                   | Totaal | Totaal | Vrouwen | Vrouwen | Mannen | Mannen |
| ------------------------------ | ------ | ------ | ------- | ------- | ------ | ------ |
| eenheid                        | aantal | %      | aantal  | %       | aantal | %      |
| inwoners                       | 2244   | 100    | 1122    | 50      | 1122   | 50     |
| bevolkingsdichtheid (inw./km²) | 16,8   | 16,8   | 8,4     | 8,4     | 8,4    | 8,4    |

In 2002 bedroeg het gemiddelde inkomen per inwoner 1481,29 zł.

## Plaatsen
Dębina, Dominiczyn, Helenin, Hola, Kamień, Kołacze, Kułaków, Laski Bruskie, Lubowierz, Marianka, Mietułka, Nowa Marianka, Nowiny, Nowy Brus, Piasek, Pieńki, Podgórze, Skorodnica, Stara Marianka, Stary Brus, Szelibudy, Szmokotówka, Wielki Łan, Wołoskowola, Zamołodycze.

## Aangrenzende gemeenten
Dębowa Kłoda, Hańsk, Sosnowica, Urszulin, Wyryki